# 河北省政府 (中华民国)
河北省政府是中华民国南京國民政府在河北省的最高地方行政機關。1928年6月，直隶省改称河北省。7月4日，在天津成立河北省政府。
抗日战争期间，成为流亡政府。1945年8月，日本投降，接收伪河北省政府。1949年1月下旬，北平和平解放。2月，中国人民解放军北平市军事管制委员会接管河北省政府。

## 历史沿革

### 第二次国共内战期间
1947年10月，因第二次国共内战局势，河北省政府由保定迁至北平市，驻地为铁狮子胡同原执政府所在，即清陆军部和海军部旧址（今张自忠路3号）。11月，解放军攻占石门市（今河北省石家庄市），晋察冀边区和晋冀鲁豫边区连成一片。11月底，国民政府主席蒋介石视察北平，河北省政府主席孙连仲提出辞职，蒋介石同意。12月，孙连仲调往首都南京，任首都卫戍司令。12月16日，第24次行政院会议决议，河北省政府委员兼主席孙连仲呈请辞职，应免本兼各职，任命楚溪春为河北省政府委员兼主席。因东北战事之故，楚溪春未立即到任:21。
1948年2月5日，楚溪春至北平就任。时河北省名义上的一百三十多个辖县已仅余20余县，多是铁路沿线之县:21。
1948年11月，平津战役开始。1949年1月中旬，解放军攻占天津，近逼北平，随后北平政權移轉。1月22日，傅作义公布的《关于和平解决北平问题的协议》，与中共成立联合办事机构（北平联合办事处）。《协议》第六条，河北省政府及所属机构，暂维现状况，不得破坏损失，听候前述联合办事机构处理，并保障其办事人员之安全。25日，河北省主席楚溪春签署河北省政府府财四（38）特第371号训令。训令根据《协议》第六条，要求“本府及所属机构[……]听候联合办事机构处理”:23。
| 府财四（38）特第371号训令 查和平协议十三条业已公布，原协议第六条规定，河北省政府及所属机构暂维现状况，不得破坏遗失，听候联合办事机构处理等语。 一、本府及所属机构应切实遵照上述，将所有公款公物妥为保管，听候联合办事机构处理，绝对不得损坏遗失或擅自处理，如有违误，定为严惩。 二、至于各级员工待遇应发即发应领即领并不准希图额外利益，以保廉洁共济时艰。 三、除分行各机关遵照外，仰即遵照。 |

2月，中国人民解放军北平市军事管制委员会正式接管河北省政府:23。